# 小池亮一
小池 亮一（こいけ りょういち、1935年11月8日 - ）は、ルポルタージュ作家、ノンフィクション作家。

## 経歴
東京生まれ。筆名・小池映像。東京外国語大学中退。大宅壮一塾第一期生。外資系通信社勤務ののち、ルポライターとして独立。イフ企画代表。

## 著書
- 『社長のノウハウ』講談社 1980
- 『松下電器の人材活用システム もう一つの「松下王国」論』プレジデント社 1980
- 『渡辺美智雄の研究』竹井出版 1981
- 『夢を喰う男 宮崎康平伝』講談社 1982
- 『丸山ワクチンの熱き闘い』講談社 1983
- 『堤義明の社員教育 西武軍団バイタリティーの秘密』プレジデント社 1984
- 『その発想いただき! 現状を打ち破る大分県・平松流発想法』講談社 1985
- 『ガンにヨード家伝薬MMK』AA出版 1986
- 『即効の薬石・周昌院』講談社 1986
- 『あきらめるなまだ丸山ワクチンがある』テーミス 1998
- 『魔法使い・山本夏彦の知恵』東洋経済新報社 1999

### 編共著
- 『中内㓛・ダイエーvs.伊藤雅俊・イトーヨーカ堂 No.1の座をかけた男の闘い』編著 山手書房 1984
- 『ガンを食いつくすMMK 婦人科のガン・働きざかりのガンにヨード療法』服部哲共著 AA出版 1985